# Hersilia nentwigi
Hersilia nentwigi là một loài nhện trong họ Hersiliidae.
Loài này thuộc chi Hersilia. Hersilia nentwigi được miêu tả năm 1993 bởi Martin Baehr & Barbara Baehr.